# Barn av vår tid (sång)
"Barn av vår tid" är en sång från 1975 som är skriven av Ulf Dageby och framförd av Nationalteatern på albumet Barn av vår tid (1978). Låten var till början en del av Nationalteaterns ungdomspjäs "Gässpel" och hette på denna tid "Thinnerlåt". Låten bytte sedan namn till "Barn av vår tid" och spelades in på musikpuben Bullerbyn i Stockholm den 25 november 1975 och sändes den 31 december samma år i P3-programmet Tonkraft. Låten har blivit en av gruppens mest kända kompositioner. Den har inte getts ut som singel.
Ulf Dageby tog inspiration till låten från hans egna observationer i förorterna, främst Backa i Göteborg där Nationalteatern höll till under en lång tid. I förorterna förekom stora drogproblem och kriminalitet bland ungdomar. Dageby sade detta om låten:
"Först och främst producerades pjäser, som nästan alltid hämtade näring ur verkligheten i förorten. Backa, med drogproblem, ödsliga liv utan hopp. Det förekom också ett par dödsfall, det var unga människor som sniffade lim, och dog. Jag blev så upprörd av det där, alla vuxna med flackande blickar i köpcentret, i det obevekliga novembermörkret, rädda för flummiga tonåringar, deras egna barn."
"Samtidigt ville jag skildra just det tjusande hemska med droger: en underbar flykt undan en november-torsdagskväll på torget. Drömmar, flyga! Men drömmar utanför varje tänkbar verklighet, eftersom drogerna alltid äter upp dig, och till slut, ibland förfärande snabbt, dödar dig."
"Barn av vår tid" har spelats in av flera andra artister. Mora Träsk tolkade låten på samlingsalbumet Nä nu gävlar (1978). Björn Afzelius spelade in låten 1978 på samlingsalbumet Samlade krafter och därefter år 1984 på albumet Afzelius; sång & gitarr. 2002 gjorde bandet The Diamond Dogs en cover på låten, vilken finns med på samlingsalbumen Hotell National och Nationalsånger - Hymner från Vågen och EPAs torg. Artisten Ebbot Lundberg har också tolkat låten i TV-programmet Så mycket bättre 2013.
Låten används i filmerna Vi har vår egen sång – musikfilmen (1976) och Falla vackert (2004).

### Fotnoter
1. ↑  ”Barn av vår tid | Svensk mediedatabas (SMDB)”. smdb.kb.se. https://smdb.kb.se/catalog/id/002681050. Läst 14 maj 2019.
2. ↑  ”Fredag”. www.nationalteatern.nu. Arkiverad från originalet den 15 maj 2021. https://web.archive.org/web/20210515170905/http://www.nationalteatern.nu/pjaser/gesspel.htm. Läst 14 maj 2019.
3. ↑  Gradvall et al 2009, nr. 502
4. ↑  ”Barn av vår tid”. www.nationalteatern.nu. Arkiverad från originalet den 5 oktober 2017. https://web.archive.org/web/20171005074908/http://www.nationalteatern.nu/skivor/barn.htm. Läst 9 januari 2018.
5. ↑  ”Barn av vår tid”. Svensk mediedatabas. http://smdb.kb.se/catalog/search?q=dageby+barn+av+v%C3%A5r+tid&sort=OLDEST. Läst 25 november 2013.
6. ↑  ”Barn av vår tid – Svensk Filmdatabas”. http://www.svenskfilmdatabas.se/sv/item/?type=music&itemid=540245. Läst 14 maj 2019.